# الکساندریا، نیو ساوت ولز
الکساندریا (به انگلیسی: Alexandria) یک حومه شهر در استرالیا است که در نیو ساوت ولز واقع شده‌است.